# Parlamentarisk grundlag
Et parlamentarisk grundlag er i Danmark betegnelsen for det parti eller de partier, som ved sin støtte til en mindretalsregering sikrer, at den ikke har et flertal imod sig i den pågældende parlamentariske forsamling. Rollen som parlamentarisk grundlag er meget lig rollen som støtteparti, men et støtteparti behøver ikke udgøre det parlamentariske grundlag. Det er først, når et parti er nødvendigt for at skabe flertal, at det får rollen som parlamentarisk grundlag. 
Det parlamentariske flertals rolle er først og fremmest at fungere som en sikkerhed for, at regeringen ikke kommer i mindretal. Hvilket i Folketinget vil sige, at man hele tiden kan "tælle til 90 mandater". Men i sagens natur er den rolle ikke interessant, med mindre det udløser politisk indflydelse. Der vil således ofte være tale om, at det parlamentariske grundlag kræver at få afgørende indflydelse på forlig, aftaler og lovgivningen i almindelighed. 
Samarbejdet mellem det parlamentariske grundlag og den siddende regering kan både være meget løst eller så tæt, at der næsten er tale om at det parlamentariske grundlag er en del af regeringen. Der kan med andre ord være tale om alt fra at et eller flere partier blot stiltiende accepterer regeringen til en situation hvor næsten al regeringens politik vedtages med støtte fra det parlamentariske grundlag.

## Det parlamentariske grundlags rolle i dansk politik
Danmark har fra 1968 og frem været ledet af mindretalsregeringer, hvilket har nødvenddiggjort et parlamentarisk grundlag til enten højre eller venstre for regeringen. 
Fra november 2001 til november 2011 har Anders Fogh Rasmussens og Lars Løkke Rasmussens VK-regeringer haft Dansk Folkeparti som parlamentarisk grundlag, og i modsætning til tidligere har regeringen haft et meget tæt samarbejde med sit parlamentariske grundlag. 
Under Poul Nyrup Rasmussens (S) regeringstid udgjorde SF og Enhedslisten det parlamentariske grundlag, men der var tale om et noget mere løst samarbejde, idet store dele af politikken, herunder finanslove, blev vedtaget med den daværende borgerlige opposition.
Efter valget 15. november 2011 blev Enhedslisten atter parlamentarisk grundlag. Denne gang for SRSF-regeringen. I forbindelse med regeringens indgåelse af et skatteforlig med den borgerlige opposition i juni 2012 meldte Enhedslistens politiske ordfører Johanne Schmidt-Nielsen imidlertid ud, at partiet ikke længere er støtteparti og dermed parlamentarisk grundlag for regeringen.